# Берхманс, Эмиль
Эмиль Берхманс (фр. Émile Berchmans; 8 ноября 1867, Льеж, Бельгия — 5 ноября 1947, Брюссель, Бельгия) — живописец, рисовальщик и гравёр, родившийся в 1867 году в Льеже и умерший в 1947 году в Брюсселе. Один из главных бельгийских художников-плакатистов рубежа XIX—XX веков. В течение тридцати лет (1904—1934) преподавал в Королевской академии изящных искусств в Льеже и руководил этим же учреждением с 1931 по 1934 год.

## Биография

### Молодость и становление (1867—1888)
Эмиль Берхманс — сын художника Эмиля-Эдуара Берхманса, брат скульптора Оскара Берхманса, племянник живописца и своего учителя Анри Берхманса и двоюродный брат скульптора Жюля Берхманса.
Как описано Морисом де Омбио : " С самого раннего детства Эмиль Берхманс жил в атмосфере искусства.
С 1882 года он учился в Королевской академии изящных искусств в Льеже у Адриена де Витта, и в то же время, помогая отцу, делал эскизы декоративных росписей и панно. Он был хорошим декоратором, умея использовать разные формы изобразительного искусства. Обладая пытливым умом, он также интересовался всем, что делается в Англии, Франции и Германии .

### Гравюры, первые плакаты для журнала «Каприз» (1888—1890)
Он участвовал в оформлении (1887—1888) журнала «Каприз», который представлял собой 8-страничный художественный еженедельник со стихами, рассказами и постами, соседствующими с художественными и театральными обзорами и социальными хрониками . Из шестидесяти пяти опубликованных выпусков журналов у двадцати восьми на задней обложке иллюстрации выполнены группой молодых художников: Арманом Рассенфоссеном, Огюстом Донне, Эрнестом Марнеффом и, наконец, Эмилем Берхмансом, которым на тот момент было от двадцати до двадцати пяти лет. Редактором журнала был Жорж Марк, затем его сменил Морис Сивиль, который так же являлся соруководителем литературного обозрения Валлонии.

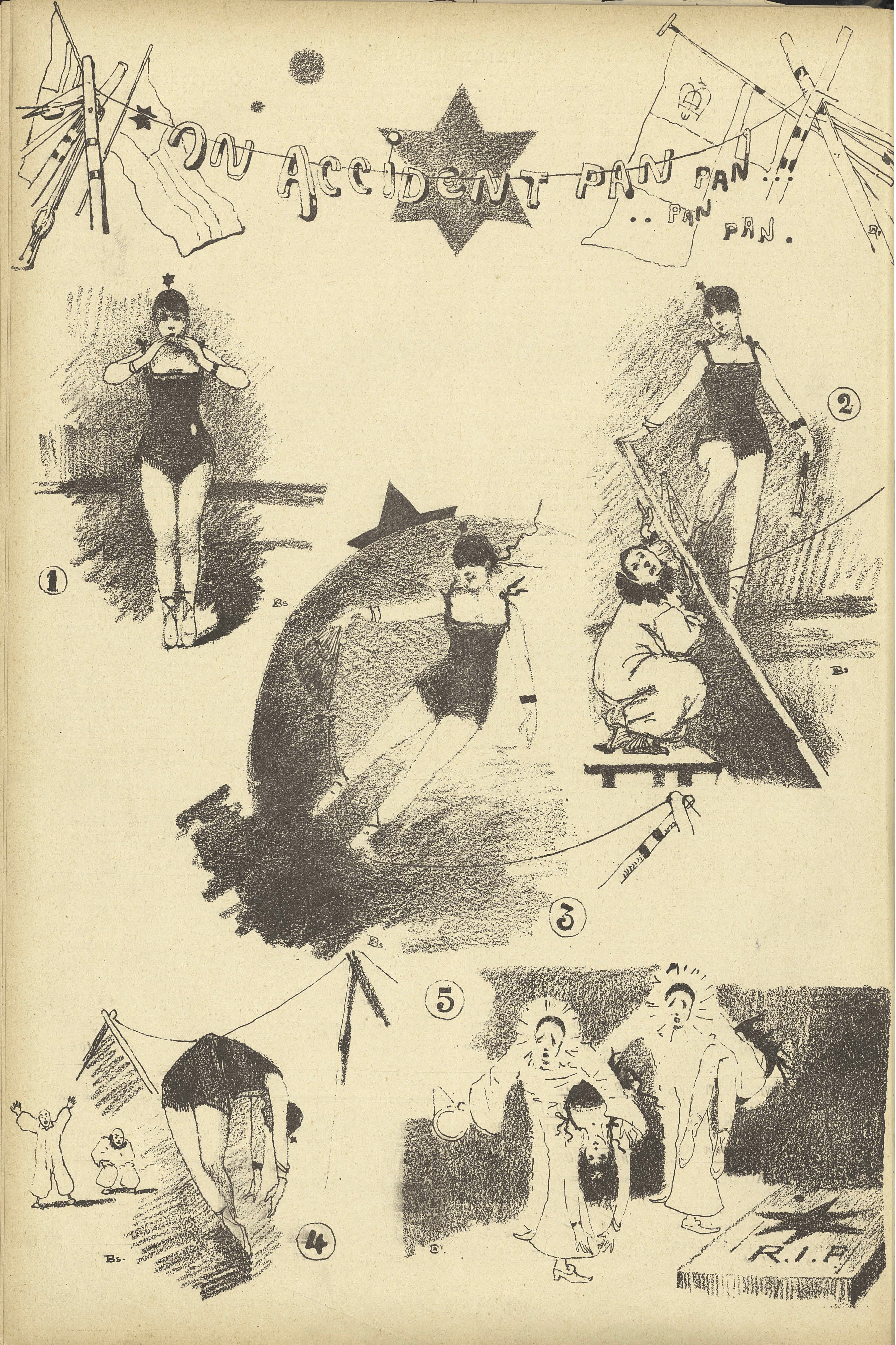
Несчастный случай Пан Пан… Пан Пан, 11 февраля 1888 г., журнал Каприз, Льеж, Льежский университет

Эмиль Берхманс выполнил четыре литографии для журнала.

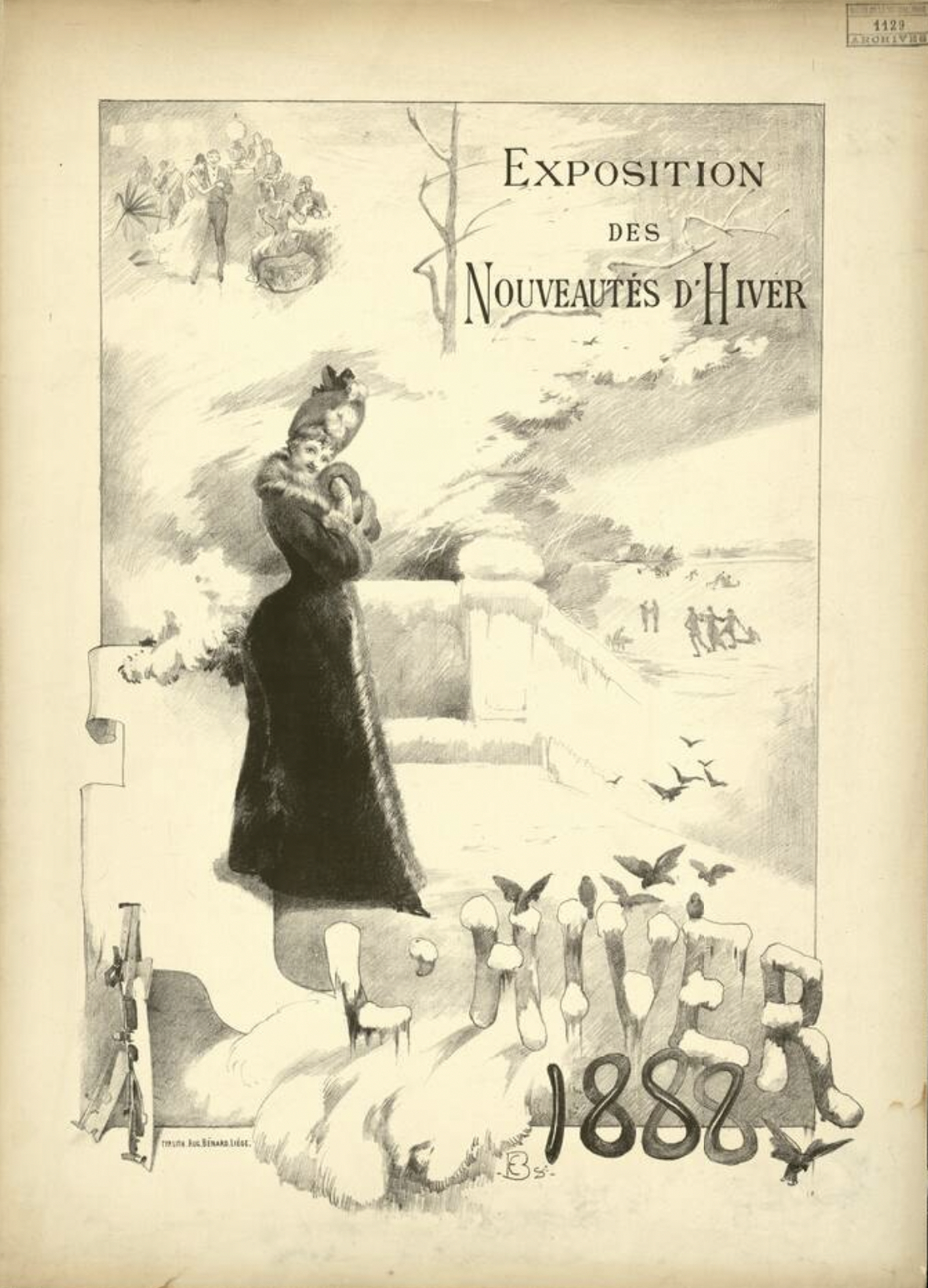
Выставка зимних новинок, 1888 г., литография, Льеж, Музей валлонского быта

В 1888 году, когда его учеба в Академии была завершена, он еженедельно встречался с Франсуа Марешалем, Арманом Рассенфоссом и Огюстом Доне, и вместе они познакомились с гравюрами Адриана де Витта . В этот период он экспериментировал с офортом, сухой иглой, акватинтой, мягким лаком, а также с литографией и иллюстрацией. В том же году он представил свою первую выставку совместно с Арманом Рассенфоссом и одновременно начал создавать плакаты для типографии Огюста Бенара в Льеже.

### Работы в период (1890—1904).

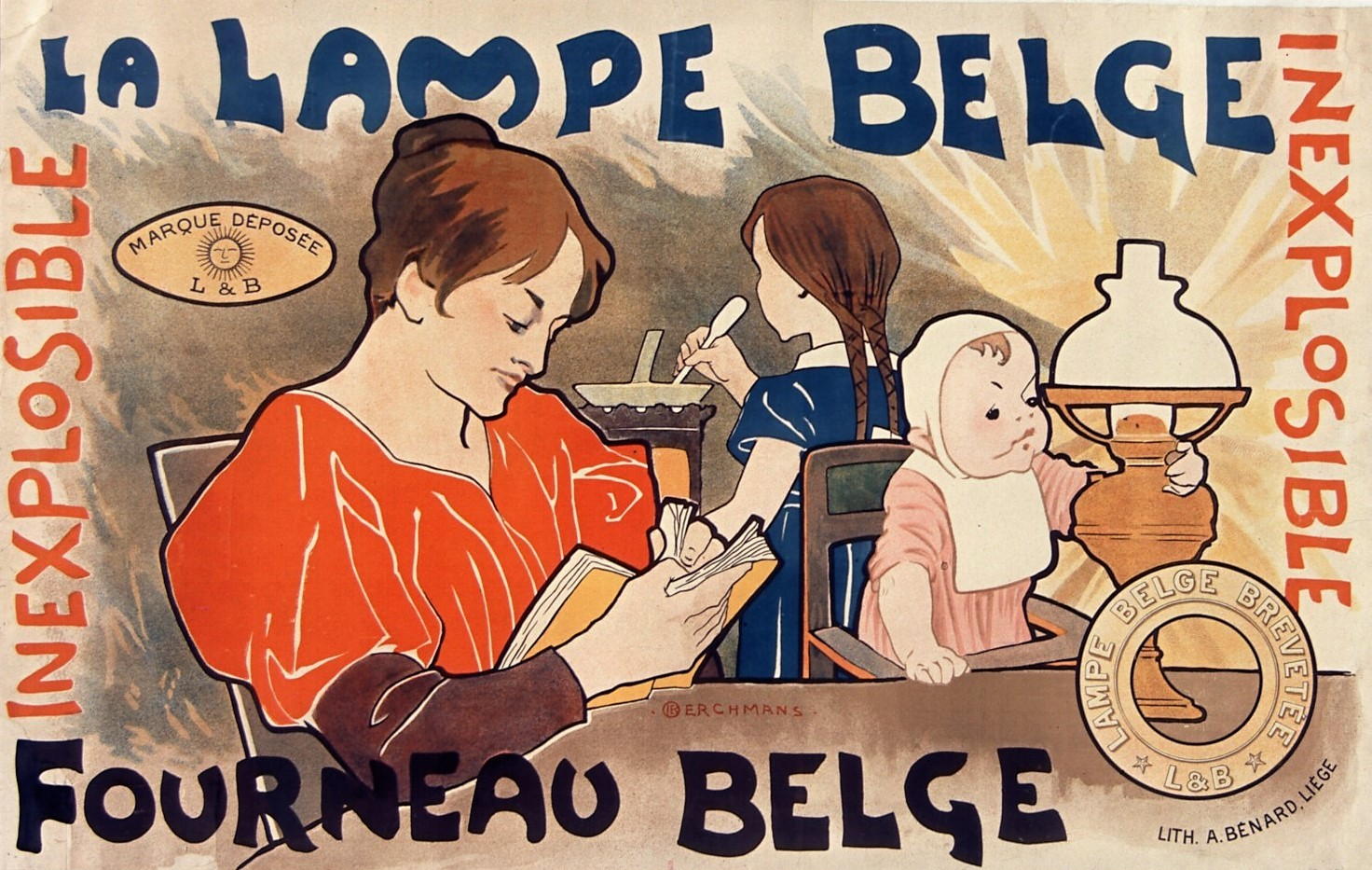
Бельгийская лампа, 1897, Цветная литография, Париж, Национальная библиотека Франции

Эмиль Берхманс провел большую часть своей карьеры в Льеже, где выполнил большое количество декоративных работ в частных и общественных зданиях. Он украшал купол церкви Святого Михаила в Аахене, а также выполнил оформление нескольких элементов интерьера: фойе и концертный зал Большого театра де Вервье, один из залов Казино де Спа и зал Королевского театра Льежа, оформлением, которого он занимался в 1903 году (его брат Оскар Берхманс сделал люстру). В 1901 году он сотрудничал с Гюставом Серрурье-Бови в работе по оформлению замка Шапель-ан-Серваль, недалеко от Компьеня. Последний был нанят для отделки замка и также изготовил фортепиано, которое выставлено в Большом Курциусе для которого Эмиль Берхманс сделал расписные панели, а также шкафчик для нот . Он также является автором плаката, напечатанного Бенаром для брюссельского магазина дома Серрурье-Бови .

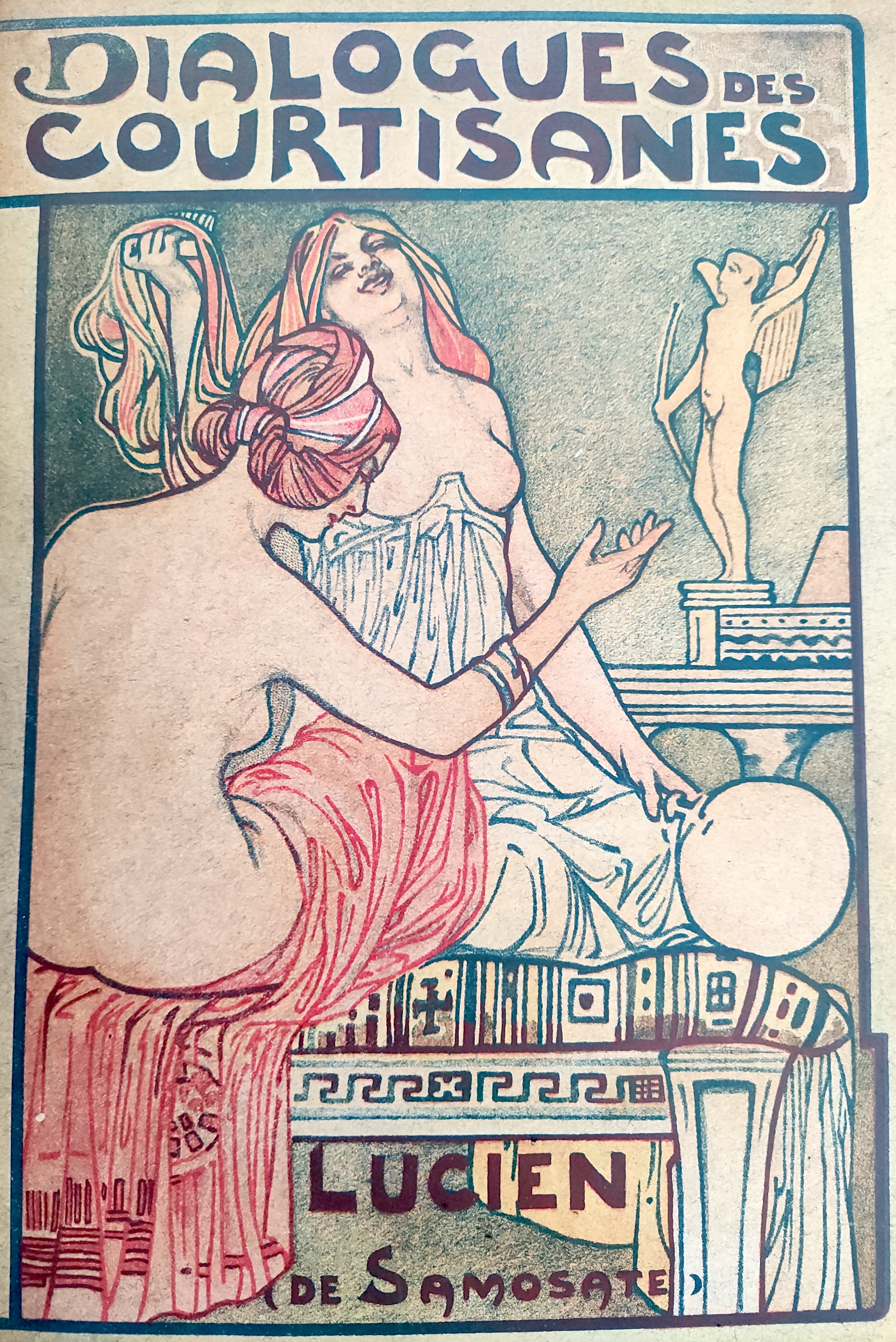
Лукиан, Диалоги куртизанок, 1902, литографии, Частная коллекция

В 1902 году он выполнил литографию «Диалоги куртизанок Лукиана» для нового издания Жюля де Мартольда.
Проиллюстрировал «Слова верующего» Фелисити де Ла Менне и на протяжении многих лет создавал рисунки для журнала La Plume Леона Дешама. Одновременно он сотрудничает с Иллюстрированным журналом.
Наряду с Арманом Рассенфоссом и Огюстом Донне он стал одним из главных дизайнеров плакатов для типографии Огюста Бенара в Льеже. Сотрудничество между тремя художниками из Льежа и французским типографом явилось основой графического авангардного плакатного искусства в Европе в конце XIX начале XX века.

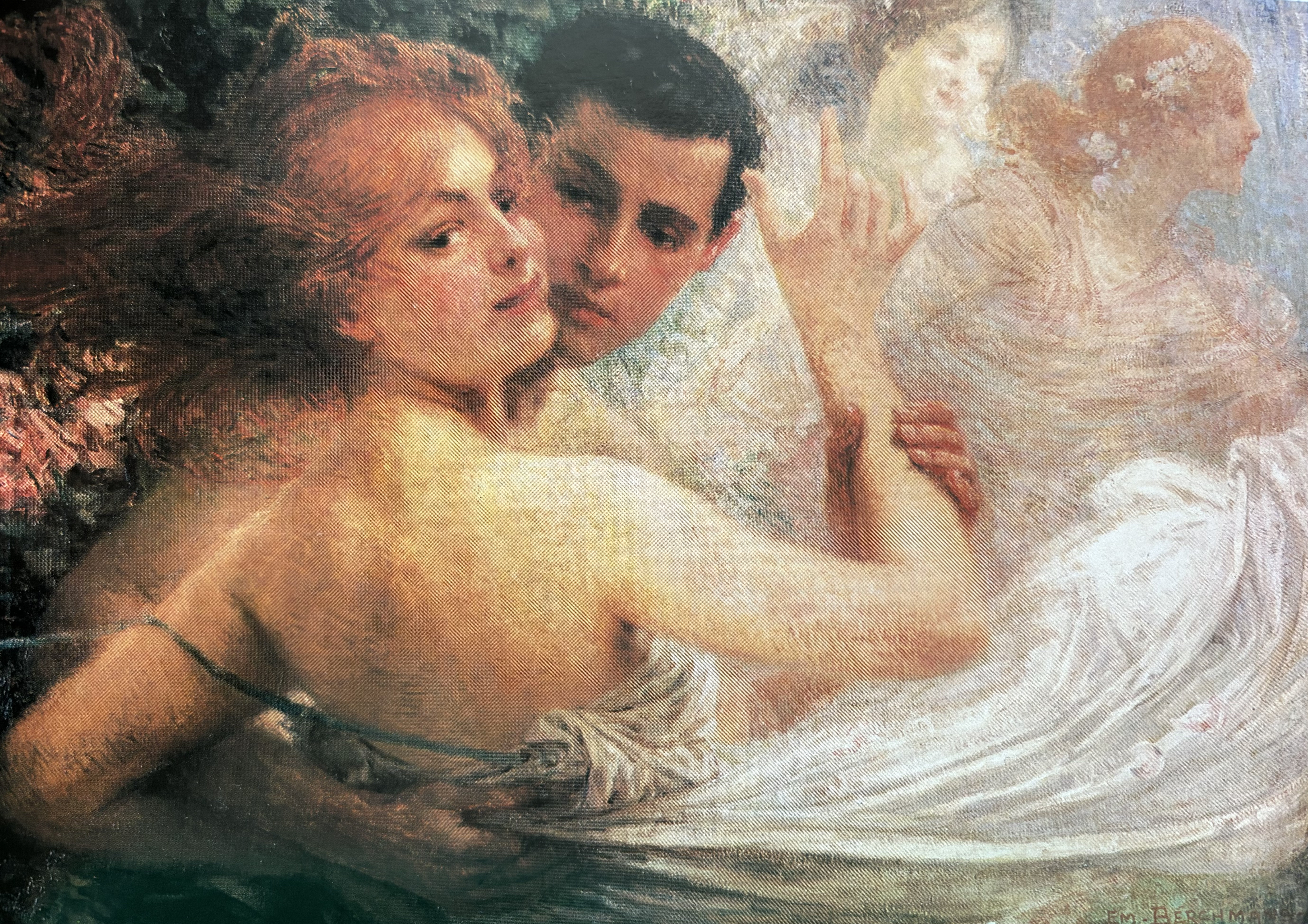
Юность, 1902, Льеж, Ла Бовери

В 1892 году он был первым президентом Королевского футбольного клуба Льежа. В 1896 году женился на Жозефине Пипер, наследнице оружейной фабрики «Учреждения Пипер» в Херстале, которая также производила велосипеды и мотоциклы. У пары в 1899 году родилась дочь Марсель, которая умерла, когда ей едва исполнилось 30 лет, оставив после себя двоих детей, Жану и Джанину . В 1902 году он создал картину, выполненную маслянными красками «Молодость», которая в данный момент является частью коллекции Музея изящных искусств в Льеже,.
В этот период он регулярно выставлялся в Кружке изящных искусств в Льеже, в салонах Свободная эстетика в 1895, 1896 и 1899 годах, а также в Салоне Независимых 1899 года в Париже.

### Карьера в Академии изящных искусств в Льеже (1904—1934)
В 1904 году Эмиль Берхманс был назначен профессором Королевской академии изящных искусств в Льеже, преподавал живопись и декоративно-прикладное искусство а также создал эскизы..
В 1930 году он был назначен директором Академии и, выполнял эту функцию с 1931 по 1934 годы.

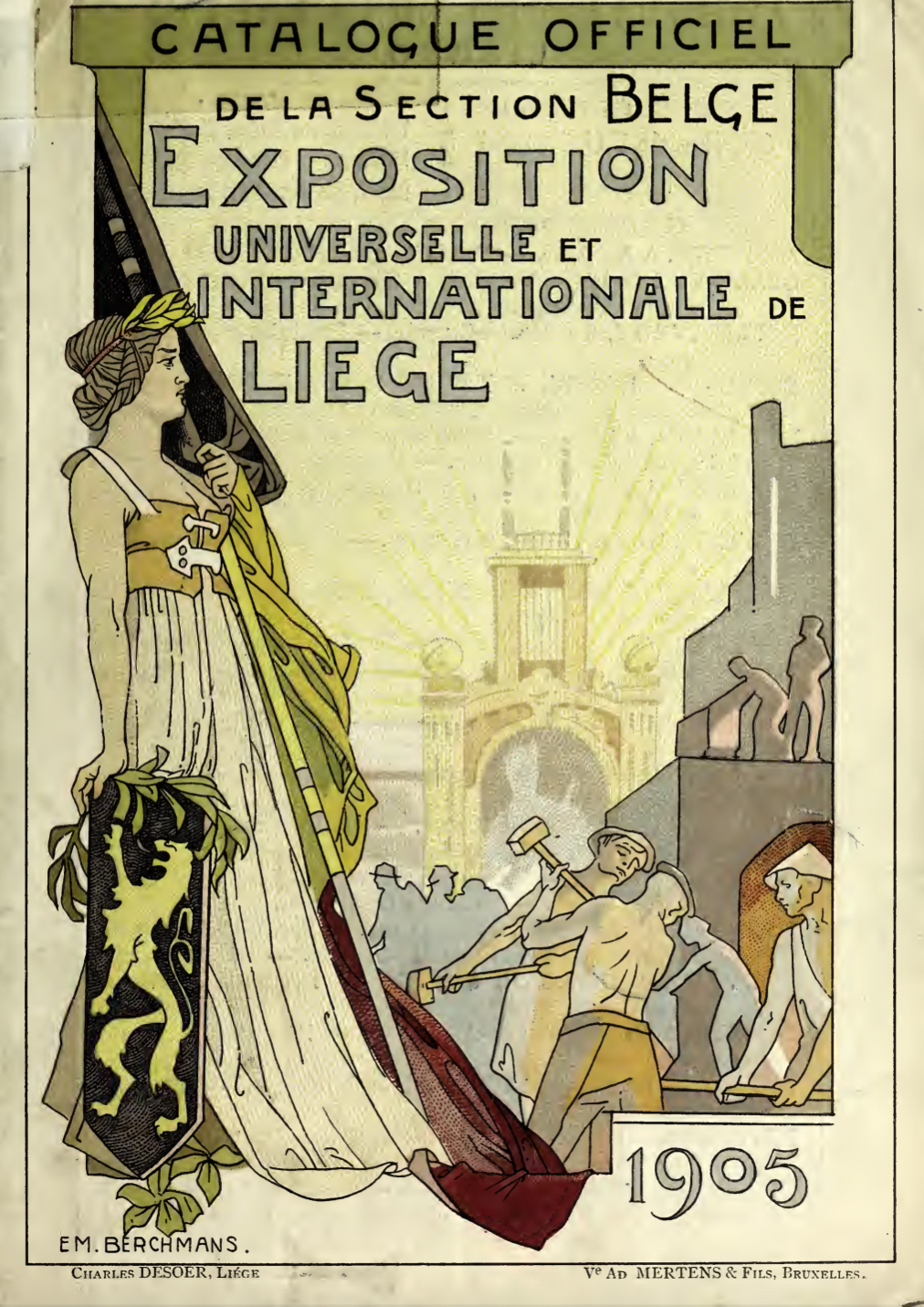
Всемирная выставка Льежа 1905 г. Официальный каталог бельгийского отдела, 1905 г. (литография в цветах, фронтиспис), Льеж

Одновременно он продолжает свою художественную деятельность в этот период. Он иллюстрирует фронтиспис Официального каталога бельгийского раздела и получает диплом с золотой медалью Всемирной выставки в Льеже 1905 года. На Международной выставке изящных искусств он выставил две свои картины «Меланхолия» и «Видение». В 1907 году он выполнил рисунок для обложки книги Мориса де Омбьё «Les Farces de Sambre-et-Meuse» . В 1910 году он работал с Гюставом Серрюрье-Бови над украшением замка Визер в Эмбуре . Наконец, он был членом оргкомитета Международной выставки в Льеже в 1930 году .

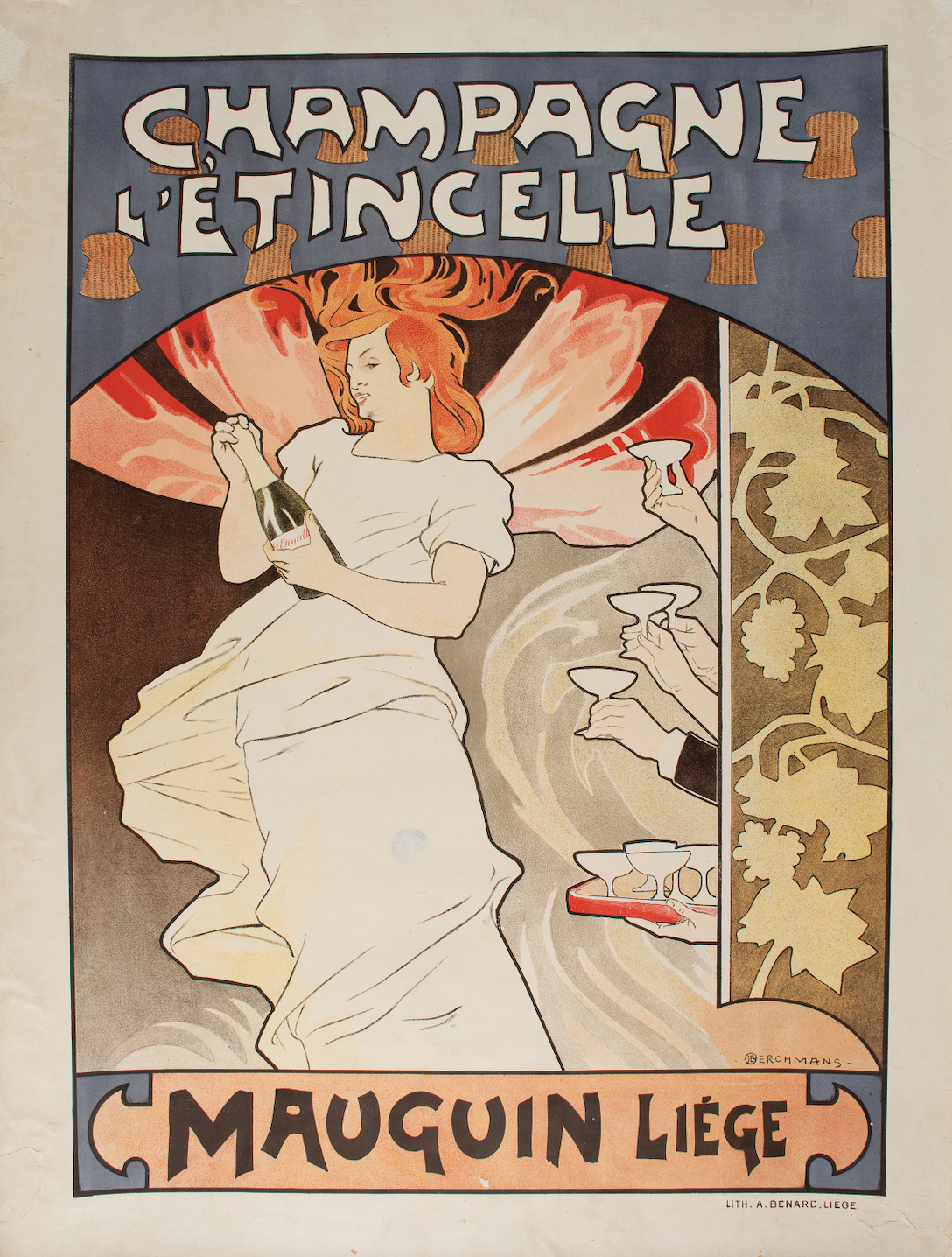
Шампанское L'Étincelle, 1897—1898 (Цветная литография, Барселона, Национальный художественный музей Каталонии

В то же время он продолжал до 1934 года свою деятельность в качестве дизайнера плакатов для типографий Огюста Бенара, которым руководил Арман Рассенфоссе с 1907 года.

### Последние годы в Брюсселе (1934—1947)
В 1934 году поселился в Брюсселе, где и умер 5 ноября 1947 года . Похоронен на кладбище Робермон в Льеже.

## Работа

### Виды и жанры изобразительного искусства
Эмиль Берхманс проявил себя во многих видах искусства: рисунок, картина маслом, акварель, гравюра, литография, плакат и иллюстрация, в таких жанрах, как портрет, натюрморт, обнажённая натура, бытовые сцены или аллегорические и символические композиции . Он разработал декоративно-синтетический стиль, близкий к символизму Пьера Пюви де Шаванна .
Он использовал различные художественные приёмы, при выполнении своих работ различных тем и сюжетов, как метко описывал его Альберт Моксет : «Талант Эмиля Берхманса многогранен…»

### Плакаты
Эмиль Берхманс считается одним из "три лучших валлонских художников-плакатистов, наряду с Огюстом Донне и Арманом Рассенфоссе. Плакаты, выполненные им в последнее десятилетие XIX-го века позволили ему укрепить свою репутацию художника. Плакаты, которые он выполнял, составляли важную часть его работы: каталог, созданный Сесиль Ренарди в 1978 году, насчитывает 65 его плакатов . Этот каталог тем не менее неполный, так как есть плакаты, которые там не указаны, но некоторые из них представлены в коллекциях, таких как: Национальная библиотека Франции, Коммерческий института промышленников Эно, Национальный художественный музея Каталонии .
На созданных им плакатах особую роль играет цвет и поэтому в этих работах он проявляет себя прежде всего, как колорист. Морис Боуэнс, указывает, что он «превосходно владеет чувством композиции и цвета и что все плакаты Эмиля Берхманса обладают настоящей оригинальностью и абсолютно непохожи друг на друга» . Наконец, Фабьен Дюмон добавляет : "Эмиль Берхманс создает сдержанные композиции с плоскими формами ярких цветов. The Fine Art… — одна из самых известных его композиций, датированная 1895 годом, стилизованная, сдержанная и отражает влияние модерна (мягкие декоративные арабески на заднем плане). В некоторых его плакатах также обнаруживается влияние японизма..